# Chuisnes
Chuisnes – miejscowość i gmina we Francji, w Regionie Centralnym, w departamencie Eure-et-Loir.
Według danych na rok 1990 gminę zamieszkiwały 782 osoby, a gęstość zaludnienia wynosiła 34 osoby/km² (wśród 1842 gmin Regionu Centralnego Chuisnes plasuje się na 498. miejscu pod względem liczby ludności, natomiast pod względem powierzchni na miejscu 557.).